# Idris I (Idrysydzi)
Idris I (arab. إدريس بن عبد الله, Idris ibn Abdullah, zm. 791) – władca zachodniego Maghrebu w latach 788–791, założyciel marokańskiej dynastii Idrysydów.
Idris I był potomkiem kalifa Alego ibn Abi Taliba. Po rewolcie Alidów przeciw Abbasydom w 786 roku musiał uciekać z Medyny – w ten sposób przez Egipt dotarł na ziemie dzisiejszego Maroka. Wśród tamtejszych częściowo jeszcze pogańskich Berberów rozpropagował islam i został przez nich obwołany imamem. Ośrodkiem jego władzy stała się Walila (starożytne Volubilis).
Wraz ze zdobyciem fortecy berberskiego plemienia Banu Ifran pod Tilimsanem w 789 roku i zawarcia przymierza z plemieniem Maghrawa rozpoczął się okres umacniania władzy Idrisa I. W okolicach dzisiejszego Fezu powstał wówczas warowny obóz wojskowy, który w późniejszych latach rozrósł się do miasta i stolicy kraju Idrysydów.

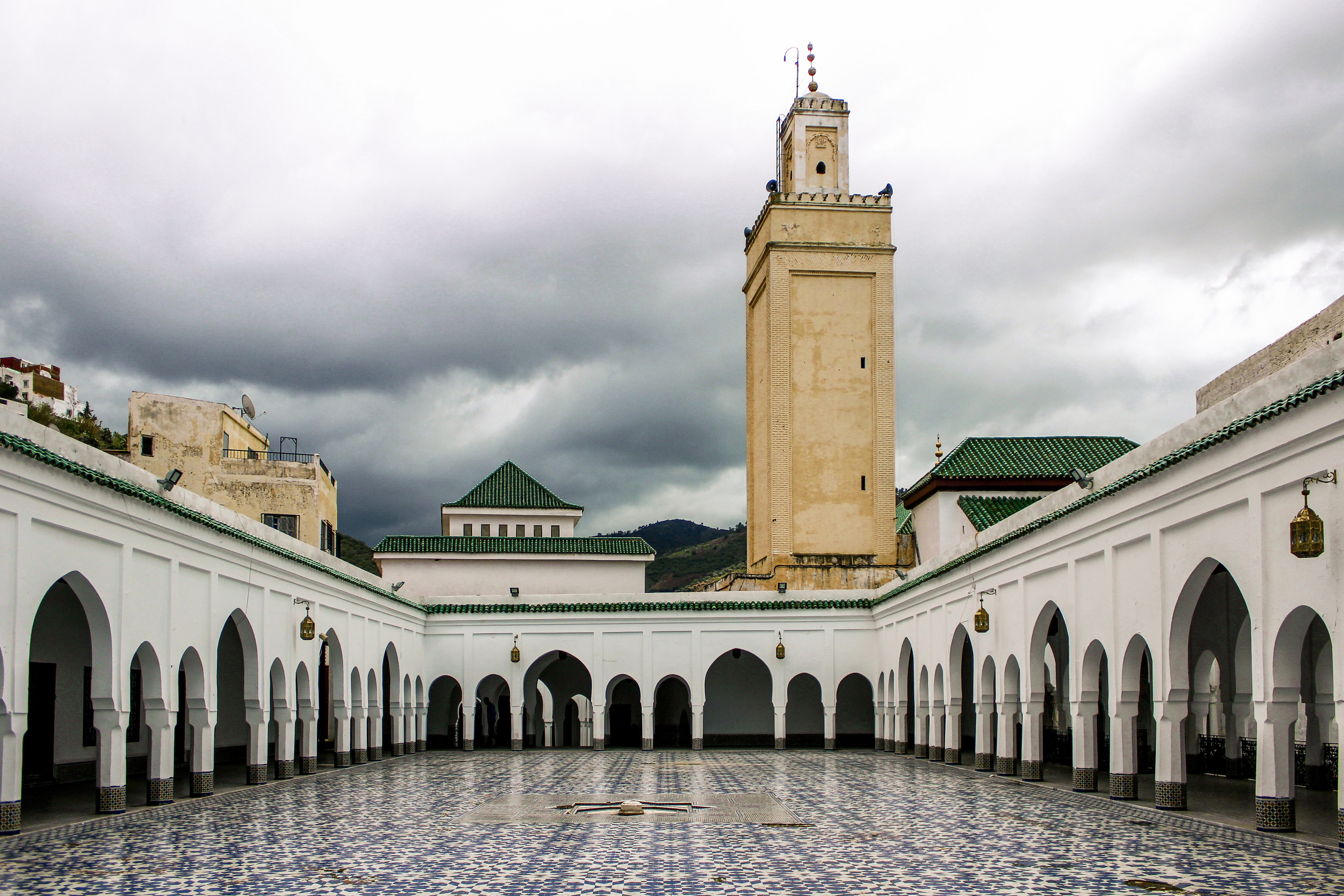
Dziedziniec mauzoleum Idrysa I w Maulaj Idris

W 791 roku Idris I został otruty jeszcze przed narodzinami swojego syna Idrisa II. Zabicie władcy miał zlecić abbasydzki kalif Harun ar-Raszid. Idrisa I pochowano w Walili, na terenie dzisiejszego miasteczka Maulaj Idris.